# Кубок Бельгії з футболу 2011—2012
Кубок Бельгії з футболу 2011–2012 (нід. Beker van België) — 57-й розіграш кубкового футбольного турніру в Бельгії. Володарем Кубку вперше став Локерен.

## Календар
| Раунд           | Дата                               | Матчі | Клуби     |
| --------------- | ---------------------------------- | ----- | --------- |
| Перший раунд    | 30-31 липня 2011                   | 111   | 293 → 182 |
| Другий раунд    | 5-7 серпня 2011                    | 56    | 182 → 124 |
| Третій раунд    | 13-14 серпня 2011                  | 46    | 126 → 80  |
| Четвертий раунд | 20-21 серпня 2011                  | 32    | 80 → 48   |
| П'ятий раунд    | 27-28 серпня 2011                  | 16    | 48 → 32   |
| 1/16 фіналу     | 20-21 вересня 2011                 | 16    | 32 → 16   |
| 1/8 фіналу      | 26 жовтня 2011                     | 8     | 16 → 8    |
| 1/4 фіналу      | 21 грудня 2011/18 січня 2012       | 8     | 8 → 4     |
| 1/2 фіналу      | 31 січня-1 лютого/8-22 лютого 2012 | 4     | 4 → 2     |
| Фінал           | 24 березня 2012                    | 1     | 2 → 1     |

## 1/16 фіналу
| Команда 1           | Рахунок         | Команда 2             |
| ------------------- | --------------- | --------------------- |
| 20 вересня 2011     |                 |                       |
| Кортрейк            | 1:1 дч пен. 6:5 | Антверпен (2)         |
| Тюбіз (2)           | 0:3             | Монс                  |
| 20 вересня 2011     |                 |                       |
| Стандард            | 8:2             | Хокстратен (3)        |
| Беєрсхот            | 1:1 дч пен. 4:3 | Мускрон-Перювельз (3) |
| Зюлте-Варегем       | 6:0             | Ронсе (3)             |
| Локерен             | 3:0             | Ейпен (2)             |
| Остенде (2)         | 0:3             | Мехелен               |
| Гент                | 4:0             | Руселаре (2)          |
| Сінт-Трейден        | 3:0             | Ваасланд-Беверен (2)  |
| Ауд-Геверле         | 1:2             | Рупель Бум (3)        |
| Дессел Спорт (3)    | 2:3             | Брюгге                |
| Льєрс               | 1:0             | Тюрнхаут (3)          |
| Вестерло            | 1:0             | Ат (3)                |
| Серкль (Брюгге)     | 1:0             | Расинг (Мехелен) (3)  |
| Дейнзе (3)          | 2:6             | Генк                  |
| Ломмель Юнайтед (2) | 0:4             | Андерлехт             |

## 1/8 фіналу
| Команда 1       | Рахунок         | Команда 2      |
| --------------- | --------------- | -------------- |
| 26 жовтня 2011  |                 |                |
| Зюлте-Варегем   | 1:2             | Стандард       |
| Кортрейк        | 1:0             | Сінт-Трейден   |
| Генк            | 0:2             | Льєрс          |
| Серкль (Брюгге) | 0:1 дч          | Беєрсхот       |
| Монс            | 1:0             | Мехелен        |
| Локерен         | 3:1             | Вестерло       |
| Андерлехт       | 1:2             | Рупель Бум (3) |
| Гент            | 4:4 дч пен. 4:2 | Брюгге         |

## 1/4 фіналу
| Команда 1                    | Заг.    | Команда 2      | 1-й матч | 2-й матч |
| ---------------------------- | ------- | -------------- | -------- | -------- |
| 21 грудня 2011/18 січня 2012 |         |                |          |          |
| Льєрс                        | 5:4     | Стандард       | 1:2      | 4:2 дч   |
| Монс                         | 5:3     | Рупель Бум (3) | 3:1      | 2:2      |
| Кортрейк                     | 3:2     | Беєрсхот       | 2:0      | 1:2      |
| Локерен                      | 4:4 (ч) | Гент           | 1:1      | 3:3      |

## 1/2 фіналу
| Команда 1               | Заг. | Команда 2 | 1-й матч | 2-й матч |
| ----------------------- | ---- | --------- | -------- | -------- |
| 31 січня/22 лютого 2012 |      |           |          |          |
| Локерен                 | 4:0  | Льєрс     | 1:0      | 3:0      |
| 1/8 лютого 2012         |      |           |          |          |
| Монс                    | 3:4  | Кортрейк  | 1:2      | 2:2      |

## Фінал
| 24 березня 2012 21:30 (UTC+1) |

| Кортрейк | 0:1      | Локерен     |
| -------- | -------- | ----------- |
|          | Протокол | Харбауї 77' |

| Стадіон імені короля Бодуена, Брюссель Глядачів: 35 000 Арбітр: Жером Ефонг Нзоло |